# Euphyllodromia atropos
Euphyllodromia atropos är en kackerlacksart som beskrevs av Rehn, J. A. G. 1928. Euphyllodromia atropos ingår i släktet Euphyllodromia och familjen småkackerlackor. Inga underarter finns listade i Catalogue of Life.